# Aeroportul Secunda
Aeroportul Secunda (IATA: ZEC, ICAO: FASC) este un aeroport din Provincia Mpumalanga, Africa de Sud.
Situat la o altitudine de 1.605 m, aeroportul dispune de o singură pistă.